# Josip Bozanić
Pour les articles homonymes, voir Bozanić.
Josip Bozanic, né le 20 mars 1949 à Rijeka alors en République fédérative socialiste de Yougoslavie, actuellement en Croatie, est un cardinal croate, archevêque de Zagreb de 1997 à 2023.

## Biographie

### Formation
Josip Bozanic est titulaire d'une licence en théologie dogmatique et d'une autre en droit canon.
Il est ordonné prêtre le 29 juin 1975.

### Prêtre
Il a été chancelier et vicaire général du diocèse de Krk. Il a également enseigné le droit canon et la théologie dogmatique à l'Institut de théologie de Rijeka.

### Évêque
Nommé évêque coadjuteur de Krk le 10 mai 1989, il est consacré le 25 juin suivant par le cardinal Franjo Kuharic et devient évêque titulaire de ce diocèse le 14 novembre 1989.
Le 5 juillet 1997, il est nommé archevêque de Zagreb.
Au sein de la Conférence épiscopale croate, il a été président la Commission pour les laïcs et membre du conseil permanent. Depuis 1997, il préside cette conférence. De plus, en 2001, il est élu vice-président du Conseil des conférences épiscopales d'Europe.

### Cardinal
Il est créé cardinal par Jean-Paul II lors du consistoire du 21 octobre 2003 avec le titre de cardinal-prêtre de San Girolamo dei Croati. Il participe au conclave de 2005, au conclave de 2013 et à celui de 2025 qui élisent respectivement les papes Benoît XVI, François et Léon XIV.
De 2006 à 2016, il est vice-président du Conseil des conférences épiscopales d'Europe (CCEE).
Au sein de la curie romaine, il est membre de la Congrégation pour le culte divin et la discipline des sacrements et du Conseil pontifical pour les laïcs.

### Visite du camp de Jasenovac
Josip Bozanic a été en septembre 2007 le premier ecclésiastique catholique à visiter le mémorial du camp de concentration de Jasenovac. Cette visite intervient alors que l'attitude de l'Église catholique croate et de son primat Alojzije Stepinac face aux massacres de masse et conversions forcées perpétrées par les Oustachis fait toujours l'objet d'un débat qui divise les historiens et polarise les opinions publiques.
Soulignant la « souffrance profonde » qu'il ressent en faisant mémoire des souffrances et des tueries perpétrées par des Croates « et notamment par des membres de l'Église catholique », le cardinal indique qu'il ne va ni s'excuser, ni justifier le crime de ceux « qui portaient de façon imméritée le nom de catholiques », car « l'Église n'a pas pris part à ces crimes, ni ne les a soutenus ». Le leader des Serbes de Croatie, Milorad Pupovac se déclare « désappointé » par le discours du cardinal, réclamant « un message de respect envers les victimes dénué d'ambigüité ».

## Source
- (en) Fiche sur catholic-hierarchy.org